# Typhlogastrura mendizabali
Typhlogastrura mendizabali är en urinsektsart som först beskrevs av F. Bonet 1930.  Typhlogastrura mendizabali ingår i släktet Typhlogastrura och familjen Hypogastruridae. Inga underarter finns listade i Catalogue of Life.